# Ludovic I de Bourbon
Ludovic de Bourbon-Condé, prinț de Condé (n. 7 mai 1530, Vendôme, Centre-Val de Loire, Franța – d. 13 martie 1569, Jarnac, Poitou-Charentes, Franța) a fost un proeminent lider general hughenot, fondator al Casei de Condé, o ramură a Casei de Bourbon.
A fost cel de-al cincilea fiu a lui Charles de Bourbon, Duce de Vendôme, fratele mai mic a lui Antoine de Bourbon căsătorit cu Ioana a III-a a Navarrei (fiul lor, nepotul lui Condé, a devenit regele Henric al IV-lea al Franței).
Ca general în armata franceză, Condé a luptat în Bătălia de la Metz, în 1552, când François, Duce de Guise a apărat cu succes orașul de forțele împăratului Carol al V-lea, și în Bătălia de la St Quentin, în 1557. După ce s-a convertit la protestantism, a fost suspectat de a fi implicat în Complotul de la Amboise în 1560. Condé a fost ucis în Bătălia de la Jarnac, 1569.
Fiul său Henri, a devenit, de asemenea, general huguenot.

## Copii
S-a căsătorit în 1551 cu Eléanor de Roucy de Roye iar cuplul a avut următorii copii:
- Henric I de Bourbon, prinț de Condé
- Marguerite de Bourbon (n. 1556)
- Charles de Bourbon (n. 1557)
- François de Bourbon, prinț de Conti (n. 1558)
- Charles de Bourbon, Cardinal, Arhiepiscop de Rouen (n. 1562)
- Louis de Bourbon (n. 1562)
- Madeleine de Bourbon (n. 1563)
- Catherine de Bourbon (n. 1564)

La 8 noiembrie 1565 s-a căsătorit cu Françoise d'Orléans, Mademoiselle de Longueville, și au avut trei copii:
- Charles de Bourbon, conte de Soissons (3 noiembrie 1566 – 1 noiembrie 1612); s-a căsătorit cu Anne de Montafié (1577–1644) și a avut copii.
- Louis de Bourbon (1567–1569), a murit în copilărie
- Benjamin de Bourbon (1569–1573), a murit în copilărie.

În anul de dinaintea celei de-a doua căstorii, metresa lui Condé, Isabelle de Limeuil, o membră a notoriului escadron volant al reginei mamă Caterina de Medici, a născut un fiu pretinzând că tatăl este Condé. Condé a negat cu înverșunare.